# Reino de Deira
Deira fue un reino en la Inglaterra anglosajona y conformó, junto a Bernicia, el poderoso reino anglo de Northumbria. El origen de Deira fue la colonia de laeti de Deywr (o Deifr) que formaba parte del Reino de Ebrauc (la actual York). Las fronteras originales de la colonia se corresponden con el actual condado de Yorkshire del Este, y posteriormente se ampliaron al tomar el control de todo el reino britano. La unión del reino con su vecino del norte en el 654 y las campañas de conquista sobre los reinos celtas colindantes, convirtieron a Northumbria en el reino dominante de todo el norte de Inglaterra y del sur de Escocia, y York (la capital tradicional de Deira) en el centro administrativo y religioso de la Inglaterra septentrional.

## Toponimia del Reino de Deira
El nombre del reino es de origen britano, posiblemente de la palabra Deifr, que significa "aguas", o de Daru, que significa "roble".

## Geografía
Los límites tradicionales de Deira eran al este el mar del Norte, al sur el Humber, al norte el río Tees y al oeste la cordillera de los Peninos, un territorio que se corresponde aproximadamente con la mayor parte del histórico condado de Yorkshire. Estrictamente la Deira inicial sería Yorkshire del Este, entre el río Derwent y el mar, pero con la conquista de Ebrauc, la región de Deira comprendería también Yorkshire del Norte y parte de Yorkshire del Oeste. Posteriormente, otros territorios acabarían quedando bajo la jurisdicción de Deira: Elmet, Dunoting o el sur de Rheged, eran considerados fuera de la región de Deira propiamente dicha. Topográficamente podemos distinguir varias regiones naturales:
- The Holderness.- Península situada en el extremo sudoriental del país entre el Mar del Norte y el estuario del Humber, estaba constituida por llanuras sedimentarias de origen glaciar (till glaciar), donde abundaban cursos de agua, tierras pantanosas, marismas y lagunas glaciares. La línea costera sufre el grado de erosión más alto de toda Europa (1.5 m, 2 millones de Tn al año),[1] parte de este material (3%) es transportado y depositado en la zona final, en el Cabo Spurn que se ha ido desplazando hacia el noroeste a lo largo del tiempo. Debido a esto desde la época romana han desaparecido 4 millas (6,4 km) de tierra incluidos 23 pueblos y aldeas, algunos de origen anglosajón. Aunque esta región empezó a ser drenada desde la temprana Edad Media, en tiempo de los anglos eran aún tierras poco habitables y los asentamientos en la zona fueron escasos. Solamente en el curso alto del río Hull y en su margen derecha se encontraban terrenos apropiados para los asentamientos, aunque en su desembocadura en el Humber era zona de marismas también.

- The Yorkshire Wolds (Dera Wudu).- Los Wolds de Yorkshire son una serie de colinas de creta de baja altura que en la época anglosajona estaban poblados de abundantes bosques, que fueron el lugar de asentamiento principal de los colonos anglos, de ello su nombre: Dera Wudu o "bosque de los deiranos". El punto más elevado es la Garrowby Hill (o Bishop Wilton Wold) de 246 metros. Las colinas calcáreas forman un arco desde el estuario Humber al oeste de Kingston upon Hull hasta la costa del mar del Norte en el cabo de Flamborough Head. La mayoría de la zona es una planicie elevada con suaves ondulaciones, la cual se encuentra cortada por varios valles glaciares de laterales abruptos y fondos planos.

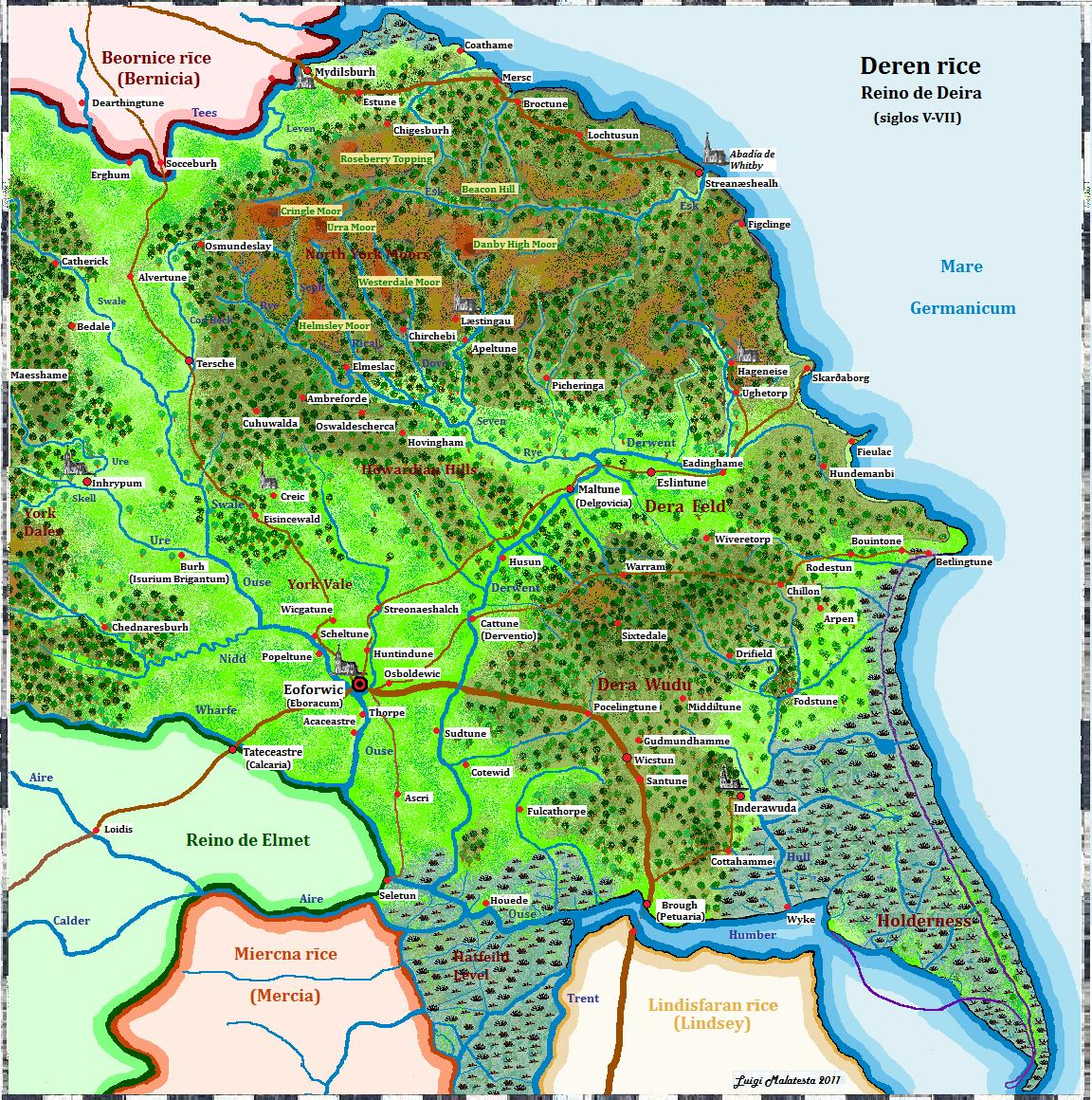
Mapa del Reino de Deira

- Vale of Pickering (Dera Feld).- El segundo lugar donde se establecieron los primeros anglos fue el Valle de Pickering, llamado por ello Dera Feld o "llanura de los deiranos". Al norte de los Wolds era un antiguo lago glaciar drenado por el río Derwent y que era la cuenca de drenaje de las colinas que le rodean, los Wolds al sur, la colina Howardian que cierran el valle al oeste y en el noroeste el río Rye y sus numerosos tributarios recogen las aguas que traspasan las porosas rocas calcáreas de los North York Moors. Es una zona llana y baja formada principalmente por sedimentos glaciares y arcillas morrénicas, que formaban excelentes prados y zonas de cultivo en el tiempo de los anglos.

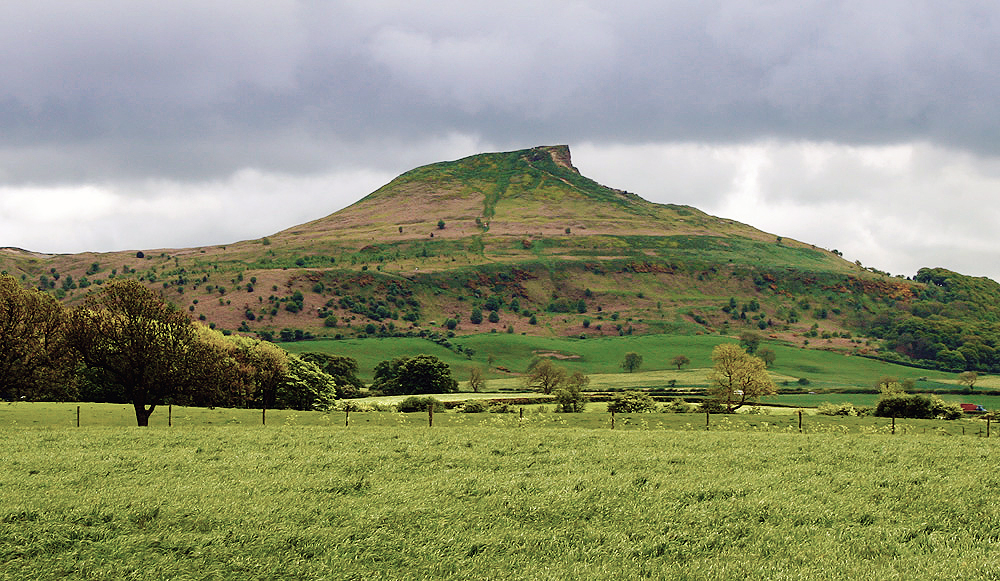
Roseberry Topping en los Moors

- North York Moors.- Los Moors son una de las mayores extensiones de parameras de brezo en Gran Bretaña. Roseberry Topping en los MoorsEl páramo constituye la superficie de un relieve tabular y se asienta sobre suelos calizos, con una escasa vegetación, basada generalmente en el brezo y el matorral. La ausencia de masa forestal produce una fuerte amplitud térmica, vientos constantes y una hidrografía escasa, ya que el agua se filtra por la porosa roca calcárea drenando la superficie del páramo y formando cañones por donde discurren los ríos, también debido a su altitud suelen ser frecuentes las nieblas en épocas lluviosas. Esta condiciones inhóspitas hicieron que los asentamientos anglosajones en esta zona fueran escasos, solamente en los cursos de los ríos, el Esk al norte y el Rye y sus tributarios al sur. Aunque no son montes muy altos (alrededor de 400 m), son escarpados y prominentes sobre el zócalo donde se asientan. Las mayores alturas son Urra Moor (454 m.), Cringle Moor (432 m.) y Danby High Moor(432 m.), el perfil característico del Roseberry Topping (320m) le hizo objeto de culto pagano de anglos y vikingos, siendo considerado morada de Woden, y su propio nombre deriva del nórdico Óðins bjarg (la roca de Odín).

- York Vale.- El Valle del río Ouse-Swale es un área llana que conectaba el valle del Tees al norte hasta el estuario del Humber al sur y por ello era el principal corredor de comunicación norte-sur de Inglaterra. Más propiamente el Vale of York es la parte central de esta llanura, con el Vale of Mowbray en el norte y los Humberhead Levels al sur. Estaba rodeado por las Howardian Hills y los Yorkshire Wolds al este y los Peninos al oeste. La población britano-romana se concentraba en esta zona y fue reemplazada a lo largo del tiempo por los nuevos asentamientos anglos.

- Yorkshire Dales.- Los Dales, cuyo nombre proviene del anglosajón "valle" (dal, tal), eran los valles de las tierras altas al oeste del York Vale formados por los ríos que provenientes de los Peninos desaguaban en el Ouse. Los Peninos eran los montes más altos de Inglaterra, (600-700 m en Yorkshire) y constituían la mayor barrera para la expansión de los anglos hacia el oeste, en ellos permanecieron los últimos reinos britanos independientes hasta el siglo VII.

## Población y localidades
Deira ocupaba el antiguo territorio de los Parisii que tenían su capital en Petuaria Parisiourum (Brough-on-Humber); posiblemente esta localidad fue el centro administrativo de los britano-romanos que controlaban el asentamiento de los federados anglos. Petuaria era también el lugar donde la vía romana entre Eboracum (York) y Londinium (Londres), la Ermine Street, cruzaba el Humber hasta la vecina Winteringham en el reino de Lindsey. Como en el resto de Britania, los asentamientos anglosajones se caracterizan por ser pequeñas villas o aldeas familiares en lugares donde tuvieran fácil acceso a la madera de los bosques en la cual estaba basada su arquitectura. Por lo general desdeñaban la ocupación de las ciudades romanas anteriores, hechas principalmente en piedra y ladrillo, y a lo sumo las usaban como fortalezas o guarniciones militares. Por ello para los anglos, los Wolds eran un lugar perfecto para asentarse, así convirtieron las colinas boscosas cercanas a Ebrauc en el Dera Wudu ("el bosque de los deiranos"), y fueron estableciéndose a lo largo de la vía romana (Ermine Street) que cruzaba los Wolds. Su propio centro administrativo podría estar en esta, tal vez fuera Wicstune (Market Weighton), ya que en ella se encuentran los yacimientos más tempranos de periodo anglosajón o en Pocelingtuna (Pocklington), donde se sabe que había ya desde el siglo IV un asentamiento de germanos (posiblemente alamanos). Cercana a ellas estaba Sanctune (Sancton) donde encontramos el cementerio pagano más grande de Inglaterra, es un cementerio de cremación con urnas muy similares a las encontradas en la Anglia original del continente, en Borgstedt (al sur de Schleswig). También cercana estaba Gudmundhame (Goodmanham) donde se encontraba el Gran Templo de Woden, el dios principal de los anglos, que fue destruido durante la conversión del rey Edwin como relata Beda. La actual ciudad de Beverley se sitúa en el antiguo asentamiento de Inderawuda ("en el bosque de los hombres de Deira"), donde se construyó una de las primeras iglesias que posteriormente se convertiría en el monasterio de Beverly. La aldea de Wyke (Kingston-upon-Hull) era un pequeño puerto dedicado a la exportación de la lana producida por los monjes en el monasterio. Casi todas la villas y aldeas actuales de los Wolds podrían tener un origen anglo si tenemos en cuenta las habituales toponimias: -ham, -tun, -wick, -ing y -worth.
La segunda zona dónde abundan los topónimos anglosajones y no hay recuerdos de nombres celtas es en el Dera Feld ("la llanura de los deiranos", Pickering Vale). En esta última zona destaca Eslintune (Heslerton), en esta pequeña villa se encuentra unos de los mayores proyectos arqueológicos del English Heritage, el cual ha contribuido al conocimiento de la transición entre la Britania postrromana y los asentamientos anglosajones tempranos. Es un yacimiento de alrededor de 25 hectáreas, en el cual se han estudiado más de 200 edificios de zonas dedicadas a la habitación, la artesanía y la industria o a los procesos agrícolas. También en el Pickering Vale había algunas localidades romanas reutilizadas por los anglos, aunque existe un debate académico sobre la identidad de la ciudad romana de Derventio, algunos autores la sitúan en la actual Malton, sin embargo actualmente los estudios se inclinan a identificarla con Catton, cerca de Stamford Bridge, por los que las ruinas halladas en Malton podrían ser las de la ciudad de Delgovicia. Aunque esta última tiene varias posibles ubicaciones: Wetuuangha (Wetwang), Lodenesburh (Londesborough) o incluso Wicstun (Market Weighton).

Hacia la década del 560, los anglos deiranos toman el control de todo el reino de Ebrauc (York) y sus asentamientos se desplazan hacia el oeste y el norte, hacia el antiguo territorio céltico de los Brigantes. Mientras en el East Riding la mayoría de los nombres de localidades tienen raíz germánica (anglosajona o nórdica), en la zona del York Vale hay una mayor mezcla con topónimos celtas, lo que indica una cohabitación entre ambos pueblos. La actual ciudad de York fue fundada por el gobernador romano Quinto Petilio Cerial en el 71 d. C. como acuartelamiento de la Legio IX Hispana en tiempos del emperador Vespasiano. La fortaleza romana fue tomando importancia como centro militar que controlaba la frontera norte y fue capital de la provincia de la Britania Inferior y en la reorganización del Imperio hacia el 296, pasó a ser capital de la Britania Secunda. A diferencia de otras ciudades de Britania, la Eboracum romana no fue abandonada y continuó siendo un importante centro administrativo regional convirtiéndose en la capital (con el nombre de Ebrauc) del Reino de Britania del Norte. Los anglos la convirtieron en su capital con el nombre de Eoforwic, y tras la unificación, también se estableció como la capital de Northumbria. 

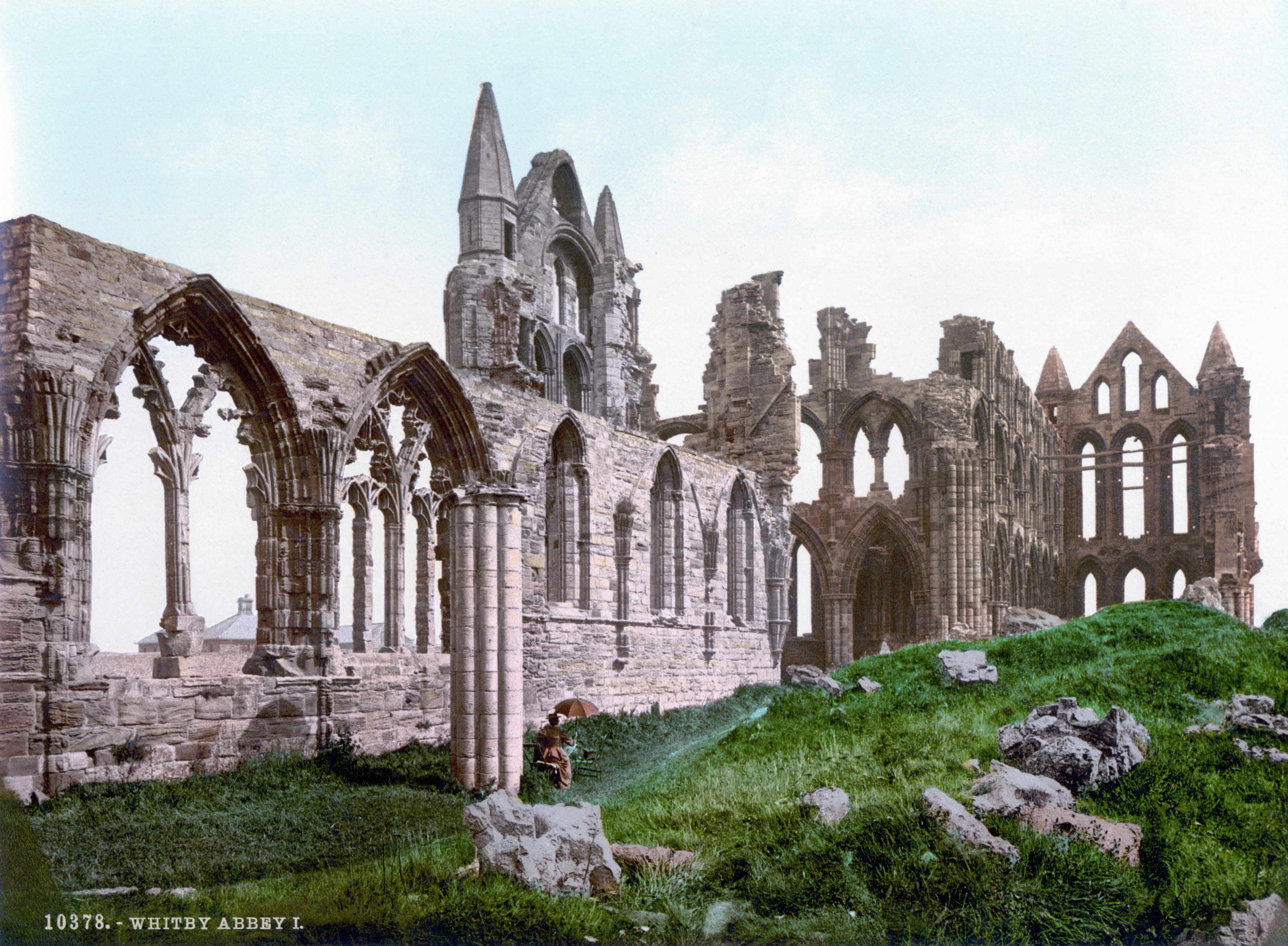
Ruinas de la Abadía de Whitby

No solo como centro administrativo tuvo importancia sino también como centro religioso, ya que Paulino (uno de los miembros de la Misión gregoriana) en el 626 estableció el Obispado de York el primero del norte de Gran Bretaña, que en el 735 ascendería a arzobispado y actualmente es la segunda sede de Inglaterra en orden de importancia tras la de Canterbury. Otros centros romanos en el territorio de los Brigantes que pasaron a manos de los anglos deiranos fueron Caturactonium (Catterick), Isurium Brigantum (Aldborough) o Calcaria (Tadcaster).
Las fundaciones de los centros religiosos en Deira (núcleos de nuevas poblaciones) fueron iniciados a principios del siglo VII con la conversión del rey Edwino en York. El primer monasterio establecido, tras el de la propia York, fue tal vez el de Læstingau (Lastingham) por obra del obispo Cedd en el 654 como relata detalladamente Beda en su Ecclesiastical History of the English People estaba adscrito al cristianismo celta como la mayoría de los centros religiosos creados en Deira en ese tiempo. Centro de gran importancia fue la doble Abadía de Streanæshealh (para frailes y monjas), conocida posteriormente como Abadía de Whitby, fundada en el 657 por orden del rey Oswiu y de la cual fue abadesa su hermana Hilda (Santa Hilda de Whitby). En ella se celebró en el 664 el Sínodo de Whitby, convocado para intentar armonizar las diferencias de las dos tradiciones litúrgicas presentes en Britania: la céltica (Iona) y la romana, y finalmente está última se impuso, y el rito romano fue elegido como oficial en Northumbria. También en los Moors fue fundado en el 680 el monasterio de monjas de Hackness, posteriormente convertido en abadía doble. Y por mediación de Hilda de Whitby en la iglesia de San Pedro en Inhrypum (Ripon) fue consagrado otro monasterio en honor de St. Cuthbert en el 679, y que sería la segunda sede obispal de Deira.
La actual ciudad de Middlesbrough fue una fortaleza anglosajona que controlaba el estuario del Tees, sin embargo debría tener otro nombre que nos es desconocido actualmente, ya que posteriormente fue cambiado por el de Middilburh ("fortaleza del medio") indicando su posición intermedia entre los importantes centro religiosos de Whitby y de Durham (en Bernicia). Igualmente muchos nombres anglosajones se perdieron durante las invasiones danesas, cuyos nombres se sobrepusieron, especialmente en la zona norte entre Middlesbrough y Scarborough, donde los asentamientos vikingos fueron especialmente abundantes, por ejemplo la propia Scarborough, de la que se sabe ya estaría habitada en tiempo de los romanos, y posiblemente de los anglos, toma el nombre vikingo de Skarðaborg ("la ciudad de (Þorgils) Skarði) por el vikingo que la refundó en el 966.

## Historia

### El Reino de Ebrauc y la colonia de Deywr (420-560)
A principios del siglo V las legiones romanas abandonan la isla de Gran Bretaña por lo que las autoridades locales (provinciales y municipales) debieron asumir el liderazgo político y administrativo, es una época especialmente oscura de la historia británica y las pocas fuentes que nos han llegado (Annales Cambriae, Gildas, Harleian Genealogies)  son de difícil interpretación, ya que su contenido está entre lo legendario y lo histórico. Según estas fuentes las provincias del norte fueron gobernadas desde Ebrauc (York) por el legendario rey Coel Hen ("el viejo") que además sería el predecesor de todas las dinastías britanas de los reinos formados en el norte (Yr Hen Ogledd "el viejo norte"). York (Ebrauc) fue el reino gobernado por la línea principal de los Coelings ("sucesores de Coel") y por ello también el que sufrió más una sucesiva fragmentación. Los reinos britanos debían enfrentarse no solo a las confrontaciones entre ellos por el dominio territorial, sino además a la constante amenaza de incursiones por parte de pictos, frisones, sajones y pueblos escandinavos, y en este sentido fueron admitidos los anglos de Deywr, para asentarse como foederati y defender las costas de los ataques extranjeros. Posiblemente en el reinado de Ceneu ap Coel o de su hijo Mar ap Ceneu, los anglos deiranos se asentaron en el este del país al mando de su caudillo Sebaldo, hacia el segundo cuarto del siglo V, hechos corroborados por los yacimientos funerarios de esta época hallados en Yorkshire.
Poco sabemos de los primeros "príncipes" de Deira, exceptuando algunas genealogías que nos llevan hasta Aella al primer rey reconocido históricamente, aunque con pequeñas diferencias en los nombres de los gobernantes, las genealogías coinciden en el número de ellos y en la similitud de las denominaciones. El tercero de ellos Segulfo II  (Sæfugel II, Sœmel, Soemil) podría haber sido el que asumió una mayor independencia respecto al reino britano ya que su posible gobierno coincide con la desmembración definitiva del Reino del Norte, hacia el 470 cuando el rey Einion ap Mar ya solo controlaba la zona del Valle de York y los Moors. Su hijo y sucesor Eliffer Gosgorddfawr ("del gran ejército") consiguió a lo largo de su dilatado reinado mantener a los anglos dentro de su territorio, aliado con otros reinos britanos como Rheged y Gododdin.  Un nuevo grupo de anglos, probablemente provenientes de Deira, había llegado como laeti hacia el 500 y se asentó en el reino de Bryneich (Bernaccia, Bernicia) con su caudillo Esa al frente, su nieto Ida en el 547 tomó en control del reino, el nuevo Reino de Bernicia. De este modo Ebrauc se encontraba rodeado por dos estados anglos que aliados atenazaron al reino britano. Los deiranos fueron conquistando la costa del Mar del Norte, y los bernicianos ayudaron desde el norte y avanzaron hacia el York Vale, y ambos juntos avanzaron hacia York. Las fuentes en estos episodios son bastante confusas y a veces contradictorias, parece algo más que una coincidencia que en el mismo año, 559 se den la muertes de Eliffer Gosgorddfawr y de Ida de Bernicia y la subida al trono de Deira de Aella. Este último aparece indudablemente en al historia como el primer rey totalmente independiente de Deira, aunque posiblemente algunos autores le hacen subordinado o comandante de Ida al menos hasta el 559.

### Independencia (560-604)
Aunque Aella había proclamado su independencia en el 559 (según otras fuentes pudiera ser el 560), la ciudad de Ebrauc y el oeste del reino aún estaba en manos britanas, en la de los hijos de Eliffer: Gwrgi y Peredur. La batalla Caer Greu entre anglos y britanos, donde los reyes de estos últimos mueren, presenta algunas lagunas y contradicciones. Los Annales Cambriae datan la batalla en el 580, durante el reinado de Adda de Bernicia, que supuestamente comandaba las tropas anglas. Sin embargo las Trioedd Ynys Prydein (Tríadas de la isla de Bretaña o Tríadas galesas) dicen que fue Ida el que acabó con Peredur y Gwrgi, algo poco probable porque había fallecido al menos 20 años antes. Algunos autores apuntan a que seguramente fuera Aella de Deira el que realmente comandara las tropas germánicas, y el nombre se habría confundido con el de Adda por su semejanza, y por otro lado el territorio correspondiente a Ebrauc pasó a Deira y no a Bernicia.
El Reino de Deira fue fundado por tanto por Aella en el 580, aunque posteriormente se le añadan nuevos territorios, Deira propiamente dicho sería el original territorio conquistado por él, con York (Eboracum/Ebrauc/Eoforwic) como capital y residencia real. Poco más se sabe de su vida y reinado, exceptuando la mención que se hace de Aella en la Saga de Gautrek, serie de historias escandinavas entre las cuales está la de Ref, el hijo perezoso de un granjero, visita a varios reyes entre ellos a Aella de Deira.
El reinado de su sucesor, Etelrico de Deira, es aún más oscuro históricamente, se le supone hijo de Aella o quizá hermano, pero eso tampoco está claro. La historiadora Barbara Yorke asume que Etelrico de Deira es la misma persona que Etelrico de Bernicia, hijo de Ida y padre de Etelfrido. Sin embargo el primer rey que se considera de ambos reinos es el hijo y no el padre, por lo que bien pudiera ser que el de Deira, fuera realmente de la familia de Aella. Etelfrido obtuvo el control de Deira alrededor de 604; las circunstancias de esto son desconocidas. Que hubiera obtenido poder en Deira a través de una conquista pudiera explicar porqué el hijo de Aella, Edwin y Hereric, sobrino de Edwin, los cuales eran notables miembros de la realeza deirana tuvieron que exiliarse, sin embargo nada se nos dice de Etelrico que supuestamente sería el rey en ese momento. Otra opción podría haber sido que Edwino fuera el heredero pero al ser muy joven (se le supone nacido en el 586) Deira habría estado bajo la regencia de un noble del país llamado Etelrico. Etelfrido casado con Acha (hija de Aella) habría por tanto emparentado con la familia real deirana y asumido los derechos al trono de su esposa.

### Dominio Berniciano (604-616)
Beda comienza su narración de los reinos del norte con el reinado de Etelfrido de Bernicia (592-616), el cual es el primero en dominar ambos, y esto ocurre según Beda cuando Etelfrido invade Deira en el 604, mata a su rey (o tal vez regente, Etelrico), obliga al hijo de Aella a marchar al exilio y se casa con Acha, hermana de Edwino, hija de Aella. Para Beda el exilio de Edwino es providencial, ya que debe marchar a los reinos anglosajones del sur donde finalmente conoce el cristianismo.
Etelfrido es el primer gran rey de la Inglaterra septentrional, y aunque aún no existía el reino de Northumbria como tal es el que sienta las bases para su formación. En el 595 conquista el reino de Dunoting, donde su rey Dynod Fawr era el último representante de la casa real de Ebrauc. Una coalición de líderes britanos intentan frenar el avance anglo y se enfrenta a Etelfrido e intenta asaltar la fortaleza de Catraeth (tal vez Catterick, North Yorkshire). El ejército britano estaba formado por guerreros de todo el Hen Ogledd (Gododdin, Rheged, Dunoting, Elmet, Alt Clut), además de aliados venidos del sur, los galeses de Gwynedd e incluso combatientes del reino de los pictos. La Batalla de Catraeth, que tuvo lugar hacia el año 600, fue un absoluto desastre para los britanos: Gododdin fue invadida y todos los demás reinos sufrieron un gran debilitamiento. La gran derrota de los guerreros britanos es conmemorada en el importante poema galés, Y Gododdin, atribuido al bardo Aneirin. El rey de los irlandeses de Dál Riata, Áedán mac Gabráin, se alarmó por los éxitos del berniciano, y en 603 dirigió «un inmenso y poderoso ejército» contra Etelfrido. Aunque Etelfrido comandó una fuerza inferior, venció en la Batalla de Degsastan y el peligro del norte fue alejado por muchos años. Tras tomar Deira en el 604, comienza su expansión también hacia el sur, entre el 613 y el 615 emprende una campaña contra el reino galés de Powys y sus aliados de Rhos (un subreino de Gwynedd) y posiblemente también Mercia. En la Batalla de Chester (o de Car Legion), Etelfrido aniquiló el ejército galés y mató al rey de Powys Selyf Sarffgadau. La fecha y el motivo de estas luchas no son claros, algunas fuentes dicen que fue en el 605, aunque Beda dice que fue el 615 o el 616, por otro lado tampoco se tiene muy claro el interés estratégico de tal lucha, pues no hay evidencia de asentamientos anglos en la zona durante el periodo pagano. Algunos autores apuntan a una posible disputa con Mercia por el control de Lancashire y Cheshire. La versión de Geoffrey de Monmouth que dice que Etelfrido perseguía a Edwino refugiado en Powys, es insostenible aunque es posible que Edwino huyera al sur, a Elmet o a Powys no hay ninguna evidencia de que Etelfrido le persiguiera.
Hereric, sobrino de Edwino (aunque otros autores creen que fuera un hermano menor) fue envenenado en la corte del rey Ceretic de Elmet (Ceredig ap Gwallog), y Beda hace responsable de su muerte a Etelfrido Según el relato de Beda, Etelfrido trató de hacer lo mismo con Edwino que estaba refugiado en Estanglia, y trato de persuadir a Redvaldo de Estanglia que lo matara por lo que recibiría una gran recompensa y en caso contrario le declararía la guerra. Redvaldo pensó en hacerlo cuando su esposa (cumpliendo el tradicional papel de las reinas en estas situaciones) le recuerda que lo más honorable es derrotar y matar al propio Etelfrido. Redvaldo adopta esa opción más honorable, y derrota a Etelfrido en la Batalla del Río Idle, y de este modo restaura a Edwino en Deira y Bernicia en el 616. Al mismo tiempo y con la muerte de Ethelberto de Kent, Redvaldo se convierte en el rey más poderoso de los anglosajones, y por tanto es recordado como Bretwalda, siendo Edwino su amigo y protegido en los reinos del norte.

### ElImperiumde Edwin (616-633)
En el 616, Edwino no solo recobró su reino de Deira, sino que ocupó también el trono de Bernicia por lo que los hijos de Etelfrido (Eanfrido, Oswaldo, Oswiu y posiblemente otros de nombre desconocido) tuvieron que exiliarse a los reinos celtas del norte (Dalriada y Pictos). Amparado por su amistad con el bretwalda Redvaldo, consolidó sus dominios. En el mismo 616 venció a Elffin map Owain de Rheged del Norte, acabando con su reino y un año después incorpora el reino de Elmet de Ceredig ap Gwallog. En el 620 conquista Ynis Manau (isla de Man) lo que le llevó al enfrentamiento con Fiachnae mac Báetáin de los Dál nAraidi y rey de Ulaid (Úlster) en Irlanda y con Fiachnae mac Demmáin de los Dál Fiatach también rey de Ulaid hacía el 626 y 627. La muerte de su protector Redvaldo no disminuyó su poder, sino que Edwino ocupó el lugar de este y comenzó su "Imperium" sobre los demás reinos de la Heptarquía. En el 625 controla el reino de Lindsey y los territorios de los Middle Angles y ejerce la protección sobre los sucesores de Redvaldo en Estanglia. También intenta la alianza con el aún poderoso reino juto de Kent, y arregla un matrimonio con la hermana del rey Eadbaldo de Kent, Ethelburga.
El reino de Edwino era como un pequeño imperio en el norte de Inglaterra y sur de Escocia, aunque adopta York (Eoforwic) como capital al convertirse al cristianismo en ella y establecer allí la primera diócesis del país, las capitales y centros importantes de los reinos conquistados fueron también consideradas "ciudades reales" y la corte se mudaba regularmente de una ciudad real a otra, cobrando tributo de las haciendas, dispensando justicia, y asegurándose de que la autoridad real se hiciera presente por todo el reino. Así fueron también ciudades importantes del reino Yeavering (donde se han descubierto rastros de un anfiteatro hecho de madera) y Bebbanburgh (Bamburgh) en Bernicia, Campodunum en Elmet (quizás Barwick),  Wicstune (Market Weighton) y Gudmundhame (Goodmanham) en Deira y Cærleoil (Carlisle) en Rheged.

Junto a su futura esposa Eelburga llegó en la comitiva desde Kent uno de los misioneros enviados por el papa Gregorio Magno en la misión gregoriana, Paulino, después conocido como Paulino de York.

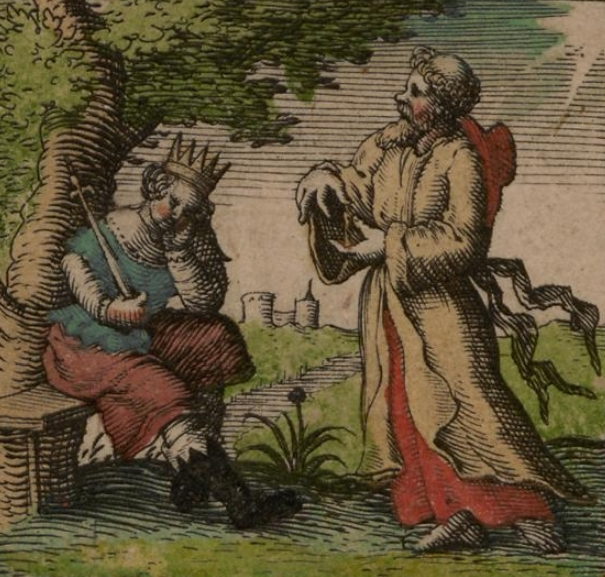
El rey san Edwino de Deira medita su conversión al cristianismo aconsejado por Paulino de York, en un grabado de 1611.

 Beda cuenta varios episodios en los que son protagonistas Edwin y el poder de persuasión de Paulino aunque no es probable que estos episodios sobrenaturales y la mera persuasión de Paulino causaran la conversión de Edwin. Parece que los nobles del reino mostraron una buena disposición hacia el cristianismo y el rey también recibió cartas del papa Bonifacio I alentando su conversión. Con el tiempo fue convencido, y Edwin y varios de sus seguidores fueron bautizados en York en 627, en la llamada asamblea de Goodmanham. Una historia relata que durante una visita a Edwin y Ethelburga en su palacio de Yeavering, Paulino se pasó 36 días bautizando a nuevos conversos. Paulino también fue un misionero activo en el reino de Lindsey, y sus actividades misioneras sirven para ver los límites de la autoridad real de Edwin. El plan del papa Gregorio era que York se convirtiese en la segunda sede metropolitana de Inglaterra, así que Paulino estableció su iglesia allí. Entre los consagrados por Paulino estaban Hilda, quien posteriormente se convertiría en la abadesa fundadora de la abadía de Whitby, y la sucesora de esta, Eanfleda, hija de Edwin.
Desde 627 en adelante, Edwin era el rey más poderoso de los anglosajones, dominaba Deira,  Bernicia, los reinos britanos del norte y gran parte del este de Mercia, la Isla de Man y Anglesey. Su alianza con Kent, el sometimiento de Wessex tras la victoria sobre Cwichelm fue añadido a su poder y autoridad. El imperium, como Beda lo llama, era equiparable a la idea del Bretwalda, un concepto inventado más tarde por los reyes de Wessex en el siglo IX. Aunque se supone que Edwino fue acogido en su exilio por Cadwallon ap Cadfan, el rey de Gwynedd, la conquista de los estados britanos en la costa oeste de Inglaterra, abrió a Deira una ventana hacia el Mar de Irlanda que le enfrentaba a galeses e irlandeses.   En cualquier caso la posición de Cadwallon se vio afectada sin duda por las ambiciones de Edwin que extendió con éxito su gobierno a las Islas Mevanian (la Isla de Man y Anglesey). En los Annales Cambriae, se dice que en el 629 Cadwallon sitió Glannauc (Priestholm, o Puffin Island, Anglesey), una pequeña isla en el este de Anglesey. En la poesía galesa y la Tríadas galesas Cadwallon es retratado como un líder heroico contra el invasor anglo y también hacen referencia a la batalla de Digoll (Long Mountain) donde Cadwallon fue derrotado y pasó un tiempo exiliado en Irlanda, antes de regresar a Gran Bretaña para luchar de nuevo contra Edwino. Con la derrota de Cadwallon, la autoridad de Edwino parece haber sido indiscutible durante varios años, hasta que Penda de Mercia y Cadwallon se levantaron contra él en 632-633.
Edwin se enfrentó a las tropas galesas paganas lideradas Penda y Cadwallon en la batalla de Hatfield Chase en el otoño de 632 o 633, y fue derrotado y muerto. Durante un tiempo, su cuerpo fue (supuestamente) escondido en Bosque de Sherwood en un lugar que se convirtió en el pueblo de Edwinstowe ("lugar de descanso de Edwin"). De sus dos hijos mayores de su primera esposa Cwenburh de Mercia, Osfrith murió en Hatfield, y Eadfrith fue capturado por Penda y le mató un tiempo después. La reina Etelburga, junto con Paulino, volvió a Kent, llevándose a su hijo Uscfrea, a su hija Eanfleda y a su nietastro Yffi, hijo de Osfrith al exilio con ella. Uscfrea y Yffi fueron enviados a la corte del pariente Æthelburg de Dagoberto I, rey de los francos, pero murieron poco después. Eanfleda, sin embargo, vivió para casarse con su primo el rey Oswiu, hijo de Acha y Etelfrido.

### Hacia la unificación de Northumbria (633-655)
Tras la muerte de Edwino, los hijos exiliados de Etelfrido aprovechan para volver y Eanfrido sube al trono de Bernicia de nuevo. Sin embargo en Deira, a falta de los descendientes de Edwin, sube al trono su primo Osric, hijo de Elfric (hermano de Aella) y nieto de Yffi.
Los dos nuevos reyes abjuran del cristianismo y vuelven a los ritos paganos, lo que es muy mal visto por Beda y otros historiadores cristianos posteriores hasta el punto de intentar olvidar sus reinados. Pero el año entre 633 y 634 no solo fue un mal año desde el punto de vista del cristianismo, sino que Cadwallon intentó devolver los muchos años de derrotas, muertes, rapiñas y pillajes al que su reino se vio sometido por los ataques de los anglos durante el reinado de Edwino y encabezó una larga campaña de venganza contra ambos reinos anglos.

«Pero poco después, el rey de los britanos, Cadwalla, mató a ambos, en justa venganza del Cielo, que actuó a través de él. Al primero que mató fue Osric, el siguiente verano, porque, siendo sitiado por él en una ciudad amurallada, salió de repente con todas sus fuerzas, y por sorpresa, le destruyó a él y a todo su ejército.» Beda. Historia ecclesiastica gentis Anglorum, Libro III, Capítulo I.

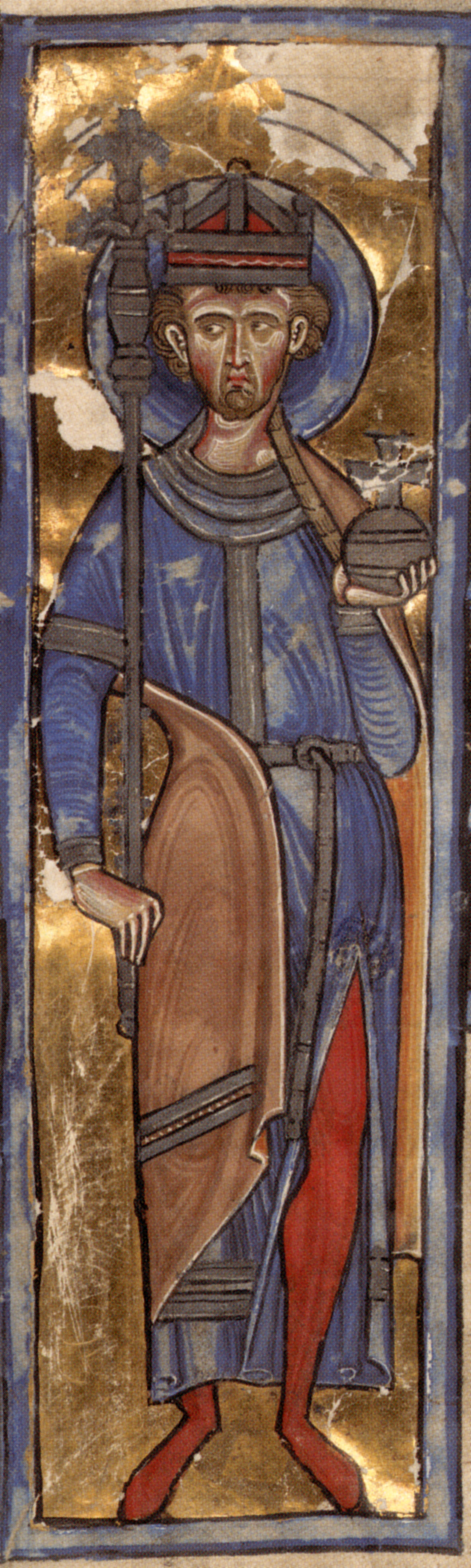
Oswaldo coronado como rey en un manuscrito del siglo XIII

Tras la muerte de Osric, Eanfrido intenta pactar con Cadwallon y se reúne con él llevando de escolta tan solo 10 guerreros, Cadwallon no acepta la paz y hace matar al rey de Bernicia. Su hermano Oswaldo estaba refugiado en el reino de los escotos de Dál Riada, y en el 635 su rey Domnall Brecc suministra a Oswaldo un gran ejército al que se unen gran cantidad de bernicianos exiliados. Las fuerzas anglas ocupan Bebbanburg (Bamburg) y marchan al encuentro de Cadwallon hacia la Muralla de Adriano (cerca de la actual Hexham). Oswaldo mandó levantar una gran cruz en la víspera del enfrentamiento, y por ello posteriormente el campo de batalla fue conocido como Hefenfelth (Heavenfield "Campo del Cielo"). A la mañana siguiente, las fuerzas de Oswald cruzaron la muralla y vencieron al ejército galés. Cadwallon huyó hacia el sur, pero fue alcanzado en Denis Brook (la actual Rowley Burn) y allí fue muerto. El galeses llamaron a esta batalla Bellum Canstcaul.

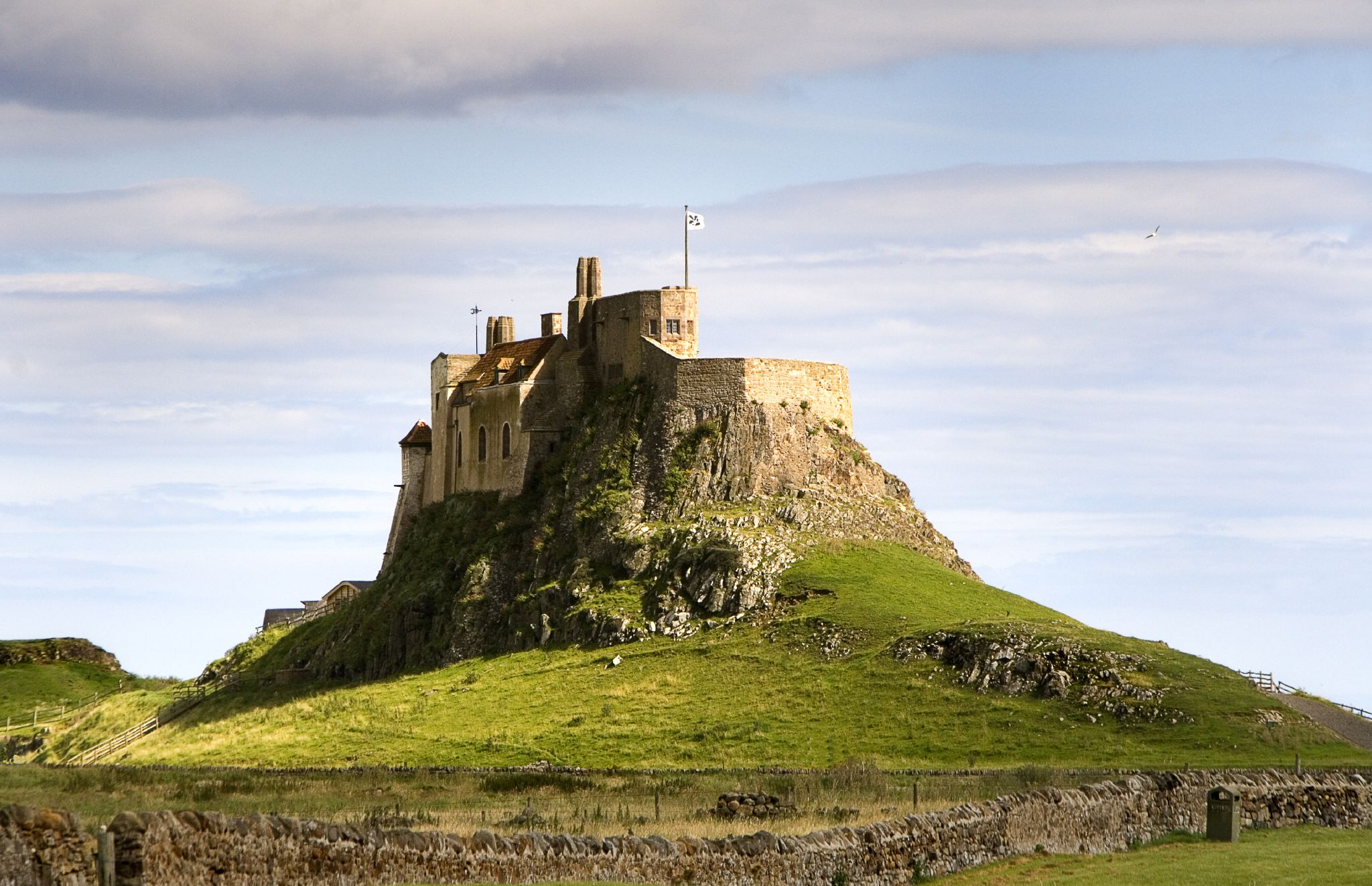
Monasterio-castillo de Lindisfarne, The Holy Island

Tras la victoria en Heavenfield, Oswaldo reunifica los reinos y restablece la supremacía berniciana en el norte de Inglaterra que había sido interrumpida por Edwino. Para Beda, Oswaldo fue su héroe particular, al que presenta como modelos de santidad y buen gobierno. Se había convertido al cristianismo en el exilio y reintrodujo este en sus reinos, aunque en este caso siguiendo la tradición céltica, cuyo centro religioso de Iona estaba situado en Dalriada, su país de acogida. El cristianismo celta se consolidó en Bernicia con la llegada del monje irlandés Aidan, que estableció su monasterio y sede episcopal en Lindisfarne.
Beda y las crónicas del siglo IX hablan del imperium de Oswaldo y parece haber sido ampliamente reconocido como jefe supremo, aunque el alcance de su autoridad es incierto. Beda hace la afirmación de que Oswaldo "trajo bajo su dominio todas las naciones y las provincias de Gran Bretaña" (anglos, sajones, britanos, escotos y pictos), sin embargo, parece contradecir su propia afirmación cuando menciona en otro momento de su historia que fue Oswiu quien hizo tributarios a los pictos y los escotos  Una fuente de Irlanda, los Anales de Tigernach, registran que varios líderes anglo-sajones se unieron contra Oswaldo al principio de su reinado esto puede indicar un intento de poner fin a su señorío en el sur. Oswaldo aparentemente controlaba el Reino de Lindsey, dada la evidencia de una historia contada por Beda sobre el movimiento de los huesos de Oswaldo a un monasterio allí (Bardney), dice que los monjes inicialmente rechazaron resentidos los huesos porque Oswaldo había actuado sobre ellos como un rey extranjero. Hacia el norte, puede haber sido Oswaldo quien conquistó Gododdin, como registran los anales irlandeses del asedio de Edimburgo, en el 638, hacia el final del reinado. Parece haber estado en buenos términos con los sajones occidentales y de hecho apadrinó el bautismo de su rey, Cynegils, y el de la hija de este, Cuneburga, con la que se casó
Mercia parece haber sido el único obstáculo de la autoridad de Oswaldo al sur de Humber, aunque generalmente se cree que Mercia fue dominada en cierta medida después de Heavenfield. En las disputas entre los gobernantes mercianos, Oswaldo podría haber protegido y ayudado a Eowa, frente a su hermano Penda. Las causas que llevaron a la guerra entre Oswaldo y Penda son desconocidas. Beda en su deseo de mostrar a Oswaldo bajo una luz positiva pudo haberle llevado a omitir la agresiva conducta bélica del rey, pero la presencia de los reyes galeses en el bando de Penda y la localización de la batalla en territorio galés podría indicar que Oswaldo trataba de conquistar Powys o realizar una campaña de castigo contra ellos. La presencia de Eowa, que murió en la batalla y que luchó al lado de Oswaldo contra su propio hermano Penda, aliado de Cynddylan ap Cyndrwyn de Powys y Cadwaladr ap Cadwallon de Gwynedd, puede indicar también que la razón de la guerra fuera una disputa dinástica entre los gobernantes mercianos. La causa que tradicionalmente se indica, una disputa entre el pagano Penda y el cristiano Oswaldo, parece demasiado simplista, sobre todo si tenemos en cuenta que los aliados galeses de Penda eran también cristianos. La batalla de Maserfield, del 641 o 642, fue una total derrota de Bernicia, el cuerpo de Oswaldo fue descuartizado y su cabeza y sus brazos ensartados en postes.
Tras la batalla, heredó el trono Oswiu, hermano de Oswaldo, sin embargo Deira no aceptó un nuevo dominio berniciano y eligió como rey a Oswino, hijo de Osric. Según Beda fue un rey virtuoso y piadoso que gobernó Deira durante nueve años de gran prosperidad. En principio parecía que Oswiu aceptó el rechazo de la nobleza de Deira, aunque él también tenía sangre deirana al ser nieto de Aella por parte de su madre Acha casada con Etelfrido de Bernicia. En el 642 fortaleció aún más su posición al casarse con Eanfleda de Deira, hija de Edwino que estaba refugiada en Kent, y con ello se emparentaba directamente con la línea principal de Deira. Oswiu trató de erigirse como rey principal y que Oswino fuera su subordinado, pero esto tampoco era aceptable para los deiranos que se levantaron en armas contra el de Bernicia en el 651. Oswino vio que la fuerza de su ejército era muy inferior, trató de evitar la batalla desmovilizando sus tropas y huyó a Wilfaresdun (Gilling), dónde fue asesinado a traición por orden de Oswiu. Por su vida y muerte Oswini es venerado como santo en varias confesiones cristianas y Oswiu en reparación por su muerte fundó un monasterios en Gilling.
Oswiu no ocupó el trono de Deira, sino que lo cedió a su sobrino Etelwaldo (Œthelwald) pero sometido como sub-rey a Oswiu que adoptaba el nuevo título de rey de Northumbria. La situación no era satisfactoria para Etelwaldo, que como hijo de Oswaldo creía tener más derecho al trono que su propio tío. Los ánimos independentistas de Deira, unidos al interés de Etelwaldo por obtener el trono de su padre, le llevaron a aliarse con el mayor enemigo de Northumbria, el poderoso Penda de Mercia. En los años posteriores a Maserfield, Penda llevó a cabo varias campañas destructivas contra Bernicia en su propio territorio. Poca antes de la muerte del Obispo  Aidan (31 de agosto de 651), Beda dice que Penda «había devastado cruelmente Northumbria a lo largo y lo ancho del país», llegó a sitiar la fortaleza real de Bamburgh, aunque no pudo tomarla, según Beda, por la intervención milagrosa del obispo. En otro momento, algunos años después de la muerte de Aidan, Beda registra otro ataque, dice que Penda condujo un ejército que «destruyó todo lo que pudo a sangre y fuego». Sin embargo no se registran batallas abiertas entre las dos partes antes de la Winwaed en 655, y esto puede significar que Oswiu evitaba deliberadamente la batalla, debido a una sensación de debilidad en relación con Penda. Esta sensación puede haber sido en términos religiosos y militares, como escribe NJ Higham, «Penda adquiere una reputación preeminente como un protegido por los dioses, un rey-guerrero, cuyas victorias pueden haber llevado a la creencia de que sus dioses paganos eran más eficaces para la protección en la guerra que el Dios cristiano». A pesar de estos casos evidentes de guerra, las relaciones entre Penda y Oswiu probablemente no eran del todo hostiles durante este período, ya que hubo un cruce matrimonial entre ambas familias, Cyneburh(hija de Penda) con  Alcfrido (hijo de Oswiu) y a su vez Peada (hijo de Penda) con  Alhflaed (hija de Oswiu). Según Beda, las bodas se celebraron en el 653 y apunta que Peada accedió bautizarse para casarse con Alhflaed.
En el 655, Penda invadió Bernicia con un gran ejército, habrían sido 30 partidas de guerra, con 30 comandantes reales (duces regii, como los llamó Beda), incluidos gobernantes como  Cadafael ap Cynfeddw de Gwynedd y Ethelhere de Estanglia. Penda también contó con el apoyo de  Etelbaldo, el rey de Deira, que según Beda, actuó como guía durante la invasión. La causa de esta guerra es incierta, aunque los historiadores apuntan dos posibles razones: a pesar de la tolerancia de Penda hacia la predicación cristiana en su reino, se dio cuenta de que el patrocinio berniciano del cristianismo era una forma de "colonialismo religioso" con el objetivo de minar su poder; por otra parte podría ser que Penda trataba de impedir la reunificación de Oswiu de Northumbria, no deseaba restaurar con Oswiu la energía que había disfrutado el reino del norte bajo Edwino y Oswaldo. La percepción del conflicto en términos de la situación política entre Bernicia y Deira podría ayudar a explicar el papel de Etelwaldo en la guerra, aunque resulta sorprendente que se aliara precisamente con aquellos que habían matado a su padre. De acuerdo con la Historia Brittonum, Penda sitió a Oswiu en Iudeu (probablemente Stirling en Escocia). Oswiu trató de comprar la paz y en la Historia Brittonum se dice que Oswiu dio tesoro, que Penda distribuyó entre aliados británicos, lo que significaría que el trato se había aceptado. Los eventos registrados pueden interpretarse como que Penda y los suyos iniciaron el regreso, pero, por alguna razón, ambos ejércitos se enfrentaron en un lugar llamado río Winwaed. La fuerza de Mercia se debilitó por varias deserciones, entre ellas la de Etelwaldo de Deira y la Cadafael de Gwynedd que "se levantó en la noche, y escapó junto con su ejército" según la Historia Brittonum. Penda fue derrotado, la batalla se libró junto al río en medio de fuertes lluvias, y Beda dice que «murieron muchos más ahogados en la huida que destruidos por la espada», también menciona que Penda fue decapitado.
La victoria de Oswiu significó la definitiva consolidación del reino de Northumbria.  Etelbaldo desapareció (al menos para la historia) y Oswiu puso en el trono de Deira a su propio hijo Alcfrido, pero en el papel de gobernador provincial más que en el de rey independiente. Los sentimientos separatistas deiranos sin embargo no acabaron con ello, y esta vez se dieron en la vertiente religiosa. El clero deirano, cuya sede era York, se adscribía generalmente al rito romano y por ello miraba hacia Canterbury en contraposición a la sede berniciana de Lindisfarne de rito celta, esta controversia aunque general en toda Inglaterra era especialmente grave en Northumbria, hasta el punto de que el rey celebraba la Pascua en días diferentes que la reina, su esposa de origen deirano. Alcfrido, tal vez con la intención política de socavar la autoridad de su padre se había unido a la causa deirana había expulsado a los monjes de Iona del monasterio de Ripon y había promocionado a Wilfrido el mayor defensor de la tradición romana en Northumbria. Para solucionar el conflicto se convocó en el 664 el Sínodo de Whitby, en el cual el rito romano se hizo oficial en toda Northumbria y York pasó a ser la sede más importante del reino. De alguna forma fue una pequeña victoria deirana y significó una mayor integración de Deira en el reino de Northumbria. Ese mismo año Alcfrido pidió permiso a su padre para peregrinar a Roma y ya no tenemos más referencias históricas sobre él. El último en llevar el título de rey de Deira fue Aelfwino, hijo de Oswiu y hermano de Egfrido que subió al trono tras la muerte de su padre en el 670. La intención de Egfrido era nombrar a su hermano pequeño (aún era un niño cuando es nombrado rey) heredero de su trono ya que él era soltero y no tenía descendencia, sin embargo Aelfwino murió en batalla luchando contra los mercianos con tan solo 18 años.

### Deira danesa
Entre 865-874, el gran ejército pagano de vikingos daneses comandados por Ivar el Deshuesado y su hermano, Halfdan Ragnarsson, recorrieron Inglaterra desde el norte y el este, y conquistaron Northumbria, Estanglia y amplias zonas del este de Mercia. Poco tiempo después, el líder danés en el sur, Guthrum y una segunda horda, asumió el título de rey de Estanglia. En York fue Halfdan mismo el que asumió el título en un reino que coincidía con las antiguas fronteras del reino anglo de Deira. La conquista de Northumbria por los vikingos había dado lugar a la fragmentación del territorio: Deira con Elmet y Dunoting se convirtió en el reino de Jórvik (el nombre escandinavo de Eoforwic, que pasó luego a ser York). Bernicia recuperó una semiindependencia en forma reino vasallo de los vikingos, el principado de Bamburgh, mientras Cumbria (que había sido parte de Northumbria desde la caída del Norte Rheged) cayó en manos de Strathclyde hacía final de siglo.

## Reyes de Deira
| Reinado | Rey             | Otros nombres                      | Notas | Dinastía   |
| ca. 425 | Sebaldo         | Sæbald, Sibald                     | Líder de los anglos laeti llegados desde Anglia (Angeln)                                                                                       | Deiriana   |
| ca.450  | Segulfo I       | Sægulf, Sæfugul, Sæfugel I         | | Deiriana   |
| ca. 470 | Segulfo II      | Sæfugel II, Sœmel, Soemil          | Asume la independencia de Deria | Deiriana   |
| ca. 495 | Sguerthing      | Uestorualacna, Westerfalea         | Sguerthing, rey de los Geatas? | Deiriana   |
| ca. 510 | Wilgils         | Uilgils, Giulgils                  | | Deiriana   |
| ca. 530 | Ulfrea          | Uuscfrea, Uxfrea                   | | Deiriana   |
| ca. 550 | Yffe            | Yffi, Iffi                         | | Deiriana   |
| 559-588 | Aella           | Ælle, Aelli, Ulli                  | Asienta la total independencia de Deria | Deiriana   |
| 588-604 | Etelrico        | Æðelric, Aedilric                  | | Deiriana   |
| 604-616 | Etelfrido       | Æðelfrith, Aethelfrith, Ethelfrith | Hijo de Etelrico de Bernicia, conquistó Deira. Muerto en batalla por Redvaldo de Estanglia                                                     | Berniciana |
| 616-633 | Edwino          | Edwin, Eadwine, Æduini             | Huye a Estanglia, es restaurado por Redvaldo en el 616. Santo (12 de octubre) Rey de Deira y Bernicia (Edvvin Ælling Bernicia 7 Deira Cyning). | Deiriana   |
| 632-634 | Osric           |                                    | Primo de Edwin. | Deiriana   |
| 634-642 | Oswaldo         | Osvvald                            | Hijo de Etelfrido de Bernicia. Muerto por Penda de Mercia. Santo (5 de agosto) Rey de Bernicia y Deira (Osvvald Bernicia 7 Deira Cyning).      | Berniciana |
| 642-644 | Oswiu (1.ª vez) | Oswy, Oswig, Osvvio                | Primer reinado. Hijo de Etelfrido de Bernicia. Rey de Bernicia y Deira (Osvvio ÆÞelfriÞing Bernicia 7 Deira Cyning).                           | Berniciana |
| 642-651 | Oswino          | Oswine, Osuine                     | Hijo de Osric de Deira. Sometido a Bernicia. Fue asesinado por Oswiu.                                                                          | Deiriana   |
| 651-654 | Etelwaldo       | Œthelwald, Æthelwold, Æþelvvald    | Hijo de Oswaldo de Bernicia. Se asoció con Penda de Mercia en contra de Oswiu.                                                                 | Berniciana |
| 654-670 | Oswiu (2.ª vez) | Oswy, Oswig, Osvvio                | Unificación definitiva, se forma el Reino de Northumbria OSVVIO ÆÞELFRIÞING NORÞANHYMBRA CYNING                                                | Berniciana |
| 656-664 | Alcfrido        | Alhfrith, Ealhfrith                | Sub-rey de Deira, bajo el dominio de su padre Oswiu.                                                                                           | Berniciana |
| 670-679 | Aelfwino        | Ælfwine                            | Sub-rey de Deira, bajo el dominio de su hermano Ecgfrido, rey de Northumbria. Murió en batalla.                                                | Berniciana |